# Antoni Mróz
Antoni Mróz (ur. 24 maja 1916, zm. 8 stycznia 2001) – pułkownik Wojska Polskiego.

## Życiorys

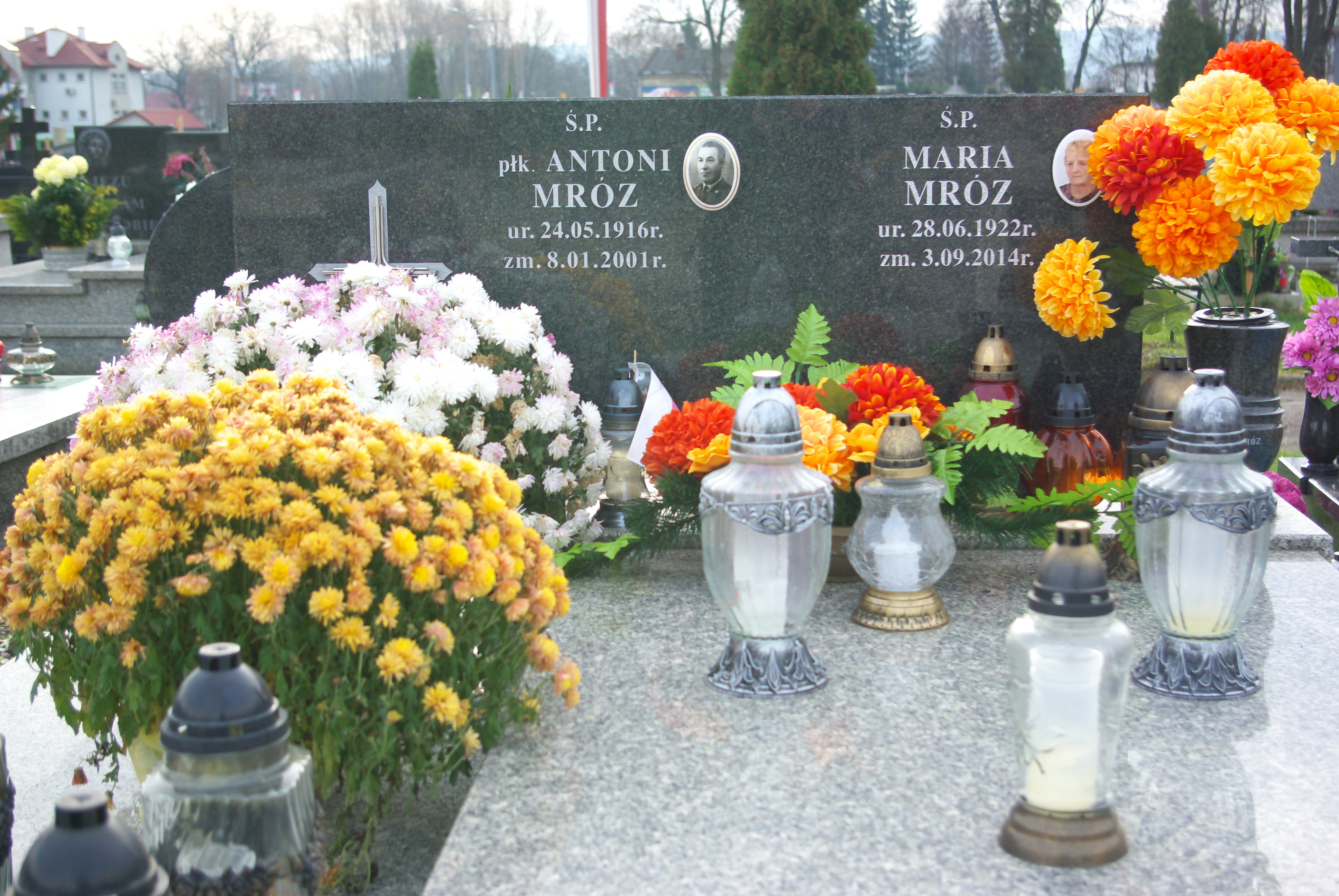
Grobowiec Antoniego i Marii Mrozów w Sanoku

Urodził się 24 maja 1916. Był synem Józefa. Podczas II wojny światowej wstąpił do ludowego Wojska Polskiego i w stopniu szeregowego brał udział w walkach na froncie wschodnim w szeregach 28 pułku piechoty w składzie 9 Drezdeńskiej Dywizji Piechoty.
W 1946 był kierownikiem Powiatowego Oddziału Informacji i Propagandy z ramienia PPR. Był działaczem Obrony Cywilnej w Sanoku. Pełnił funkcję prezesa oddziału Związku Byłych Żołnierzy Zawodowych. Został członkiem prezydium powołanej podczas stanu wojennego 16 września 1982 Tymczasowej Miejskiej Rady Patriotycznego Ruchu Odrodzenia Narodowego (PRON).
W 2000 otrzymał nominację na stopień pułkownika.
Zmarł 8 stycznia 2001. Został pochowany na Cmentarzu Centralnym w Sanoku.
Jego żoną była Maria (1922–2014).

## Odznaczenia
- Krzyż Kawalerski Orderu Odrodzenia Polski (1975)[6]
- Medal „Za udział w wojnie obronnej 1939” (1982)[7]
- Brązowy Medal Zasłużonym na Polu Chwały[1]
- Odznaka „Zasłużony dla Sanoka” (1981)[8]
- Odznaka „za zasługi dla województwa krośnieńskiego” (1986)[9].